# S-Ethyl-N,N-dipropylthiocarbamat
S-Ethyl-N,N-dipropylthiocarbamat (kurz EPTC) ist eine chemische Verbindung aus der Gruppe der Thiocarbamate.

## Gewinnung und Darstellung
S-Ethyl-N,N-dipropylthiocarbamat kann ausgehend von Phosgen gewonnen werden, welches mit Ethylmercaptan zu Ethylthiochlorformiat und dieses dann mit Dipropylamin zu EPTC umgesetzt wird.

## Eigenschaften
S-Ethyl-N,N-dipropylthiocarbamat ist eine farblose Flüssigkeit, die unlöslich in Wasser ist.

## Verwendung

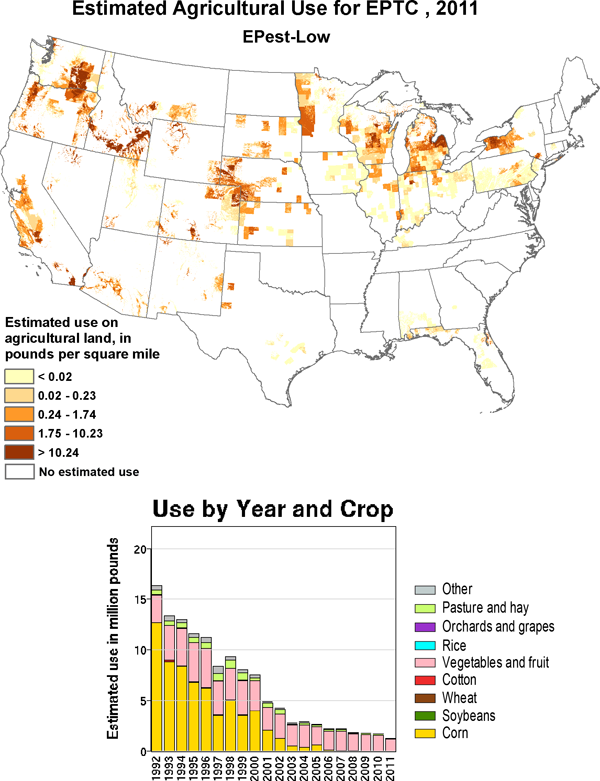
Geschätzte Ausbringungsmenge in den USA 2011

S-Ethyl-N,N-dipropylthiocarbamat ist ein 1969 auf den Markt gebrachtes selektives Thiocarbamat-Herbizid für den Einsatz in der Vorlaufbekämpfung bestimmter Gräser und Unkräuter bei Gemüse, Obst und Zierpflanzen. Es wirkt durch Hemmung der Lipidsynthese.
In den EU-Staaten wie Deutschland und Österreich sowie in der Schweiz sind keine Pflanzenschutzmittel zugelassen, die diese Verbindung als Wirkstoff enthalten.
Die ausgebrachte Menge in den USA sank in den letzten Jahrzehnten kontinuierlich ab.

## Handelsnamen
S-Ethyl-N,N-dipropylthiocarbamat wurde unter den Handelsnamen Alirox, Eptam, Eradicane, Genep, Niptan und Witox vertrieben.